# Genealogieboek
Een genealogieboek is een boek waarin de namen en belangrijke datums van overleden familieleden van een bepaalde familie staan. Soms staan er ook stambomen in. 

## Oost-Azië
In Oost-Azië worden genealogieboeken traditioneel met Chinees penseel en zwarte inkt geschreven in hanzi. Dit gebruik kwam oorspronkelijk uit China en werd in loop de eeuwen verspreid over heel Oost-Azië. Deze boeken zijn zeer kostbaar en worden als familie-erfstuk van generatie op generatie doorgegeven. Het wordt dan altijd geërfd aan de oudste zoon van de familie. In de genealogieboeken worden nooit de namen van dochter opgenomen, omdat zij na hun huwelijk bij de familie van hun echtgenoot horen. In de boeken worden dus wel de vrouwen vermeld die getrouwd zijn met familieleden van de desbetreffende familie.
Genealogieboeken worden vrijwel altijd in de citang of in een kastje in het voorouderaltaar bewaard. Voorouderverering en confucianisme spelen een niet onbelangrijke rol in het voortzetten van het maken van genealogieboeken.
Tegenwoordig worden genealogieboeken in China op grote schaal machinaal gedrukt. De geschiedenis die in deze genealogieboeken staan, stoppen dan meestal rond tweehonderd jaar geleden. Gezien het feit dat langere geschiedenis te gedetailleerd zou kunnen zijn van een bepaalde tak, waardoor het aantal kopers dan ook minder is.
Tijdens de oorlogen in de eerste helft van de 20e eeuw en tijdens de Culturele Revolutie zijn een groot deel van de genealogieboeken op het Chinese vasteland verloren gegaan. Tijdens de Culturele Revolutie werden de boeken massaal verbrand door de Rode Garde, omdat het boek oud was en Mao Zedong had toen de beweging "Vernietig de vier oude zaken" gemaakt. Opmerkelijk is dat het genealogieboek van Mao Zedong tot op heden goed bewaard is gebleven.